# 1119 (عدد)
 1119 هو عدد صحيح، يلي العدد 1118 ويسبق العدد 1120.

## في الرياضيات

### خصائص
- عدد طبيعي.[3]
- عدد فردي.[4][5]

- عدد موجب،[6] السالب منه هو - 1119.[7]

## في التاريخ
- 1119 هـ هي سنة في التقويم الهجري.
- هي سنة  1119 م في التقويم الميلادي.

## وصلات خارجية
الأعداد الصاتمة، ديوان اللغة العربية.